# Erika Araki
Erika Araki (荒木 絵里香 Araki Erika?), född 3 augusti 1984 i Kurashiki, är en japansk volleybollspelare. Araki blev olympisk bronsmedaljör i volleyboll vid sommarspelen 2012 i London.